# Cubiérettes
Cubiérettes ist eine französische Gemeinde mit 45 Einwohnern (Stand: 1. Januar 2022) im Département Lozère in der Region Okzitanien. Die Gemeinde gehört zum Arrondissement Mende und zum Kanton Saint-Étienne-du-Valdonnez. Die Einwohner werden Cubiérettois genannt.

## Geographie
Cubiérettes liegt im Gebirgsmassivs des Mont Lozère. Umgeben wird Cubiérettes von den Nachbargemeinden Cubières im Norden, Westen und Osten sowie Pont de Montvert - Sud Mont Lozère mit Le Pont-de-Montvert im Süden.

## Bevölkerungsentwicklung
| Jahr                       | 1962 | 1968 | 1975 | 1982 | 1990 | 1999 | 2006 | 2018 |
| -------------------------- | ---- | ---- | ---- | ---- | ---- | ---- | ---- | ---- |
| Einwohner                  | 63   | 65   | 63   | 59   | 56   | 50   | 53   | 51   |
| Quellen: Cassini und INSEE |      |      |      |      |      |      |      |      |

## Sehenswürdigkeiten
- romanische Kirche aus dem 12. Jahrhundert
- mehrere Mühlen